# Metyrapon
Metyrapon (MTP, łac. metyraponum) – organiczny związek chemiczny stosowany w diagnostyce różnicowej zespołu Cushinga. Obecnie test z MTP nie jest rekomendowany w diagnostyce ze względu na małą wiarygodność, jednak może być pomocny w przypadku dwuznacznych wyników innych testów.

## Mechanizm działania
Metyrapon blokuje w warstwie pasmowatej kory nadnerczy przemianę 11-deoksykortyzolu (11DK) do kortyzolu, a deoksykortykosteronu (DOC) do kortykosteronu przez hamowanie enzymatycznej hydroksylacji w pierścieniu steroidowym (przy udziale 11β-hydroksylazy), a tym samym obniża stężenie kortyzolu i poprzez sprzężenie zwrotne zwiększa wydzielanie ACTH, który stymuluje syntezę steroidów nadnerczowych. Ponieważ ich dalszy metabolizm jest zablokowany przez obecność metyraponu, następuje ich nagromadzenie w organizmie. W efekcie obserwowany jest znaczny wzrost związków pośrednich szlaku biosyntezy aldosteronu i kortyzolu w moczu pacjenta. Odpowiedź guzów na stymulację ACTH, która wywołuje zwiększoną produkcję kortyzolu w nieczynnych klinicznie guzach kory nadnerczy i w gruczolakach kory produkujących aldosteron większą niż komórki prawidłowych nadnerczy. U zdrowych pacjentów odpowiedź na metyrapon nie występuje natychmiast, a wzrasta dopiero w drugim dniu testu diagnostycznego. Podczas testu diagnostycznego obserwuje się u badanego wzrost ilości związków pośrednich biosyntezy w moczu w pierwszej dobie.

## Przeciwwskazania
- nadwrażliwość na substancję[6]
- niewydolność kory nadnerczy[6]

## Działania niepożądane
- nudności, wymioty, ból głowy[6]
- ostra niewydolność kory nadnerczy u chorych ze zmniejszoną rezerwą kory nadnerczy[6]

## Preparaty
- Metopiron (Ciba-Geigy)[6]